# Chūō-ku (Kobe)
Pour les articles homonymes, voir Chūō-ku.
Chūō (中央区, Chūō-ku) est un des neuf arrondissements de Kobe, au Japon. Sa superficie est de 28,46 km2 et sa population est de 127 602 habitants en 2012.

## Galerie

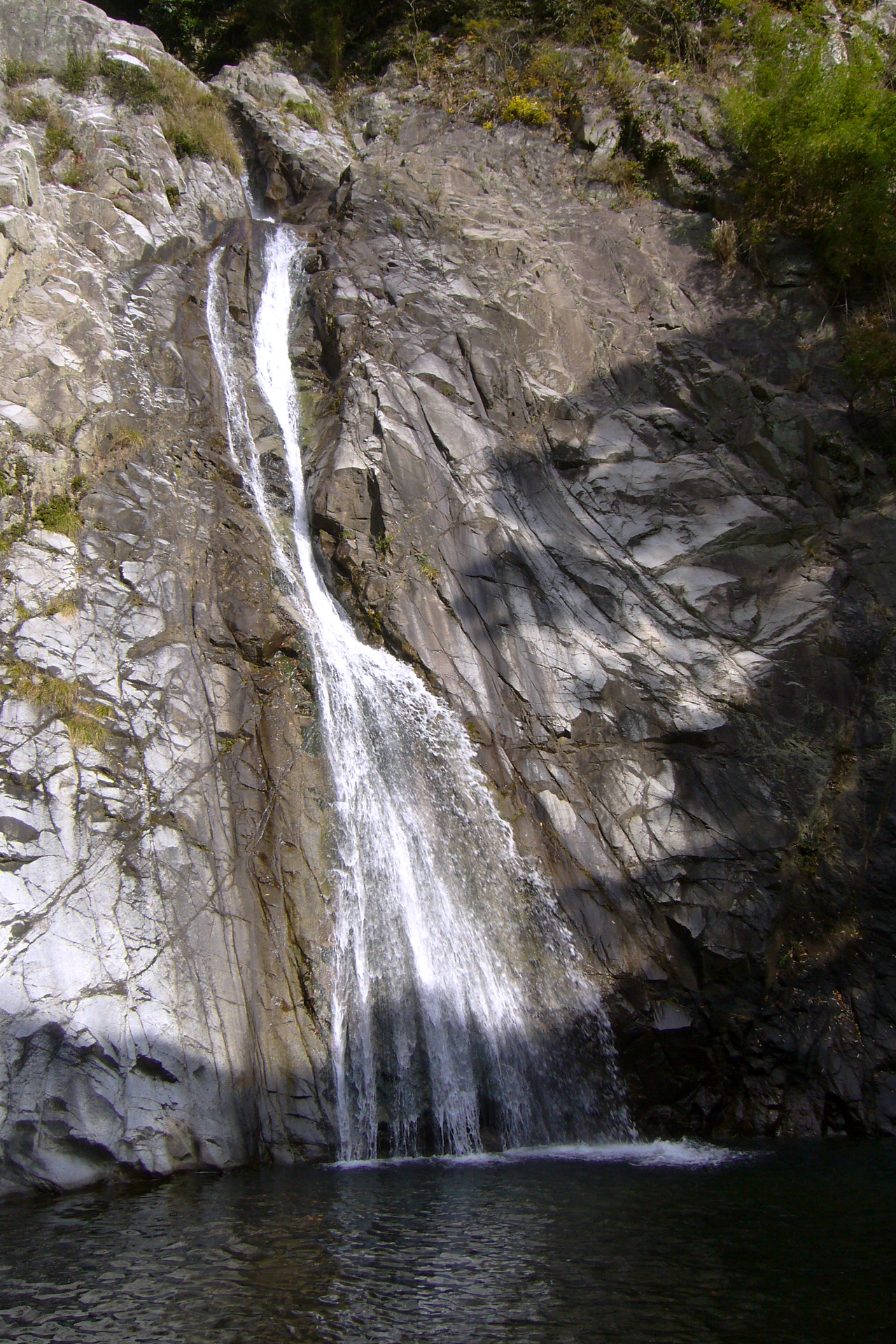
Chutes d'eau Nunobiki.
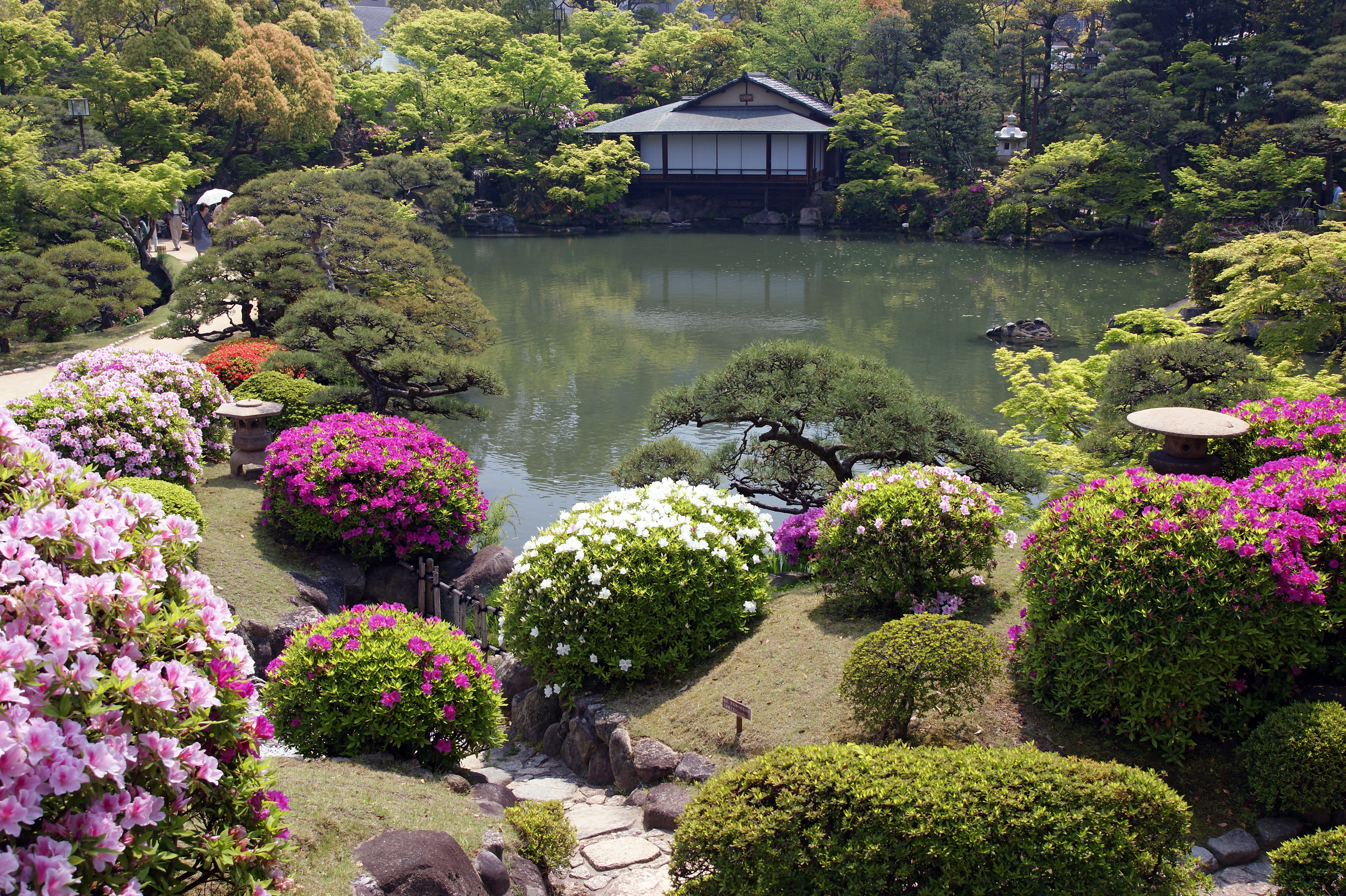
Sōraku -en.
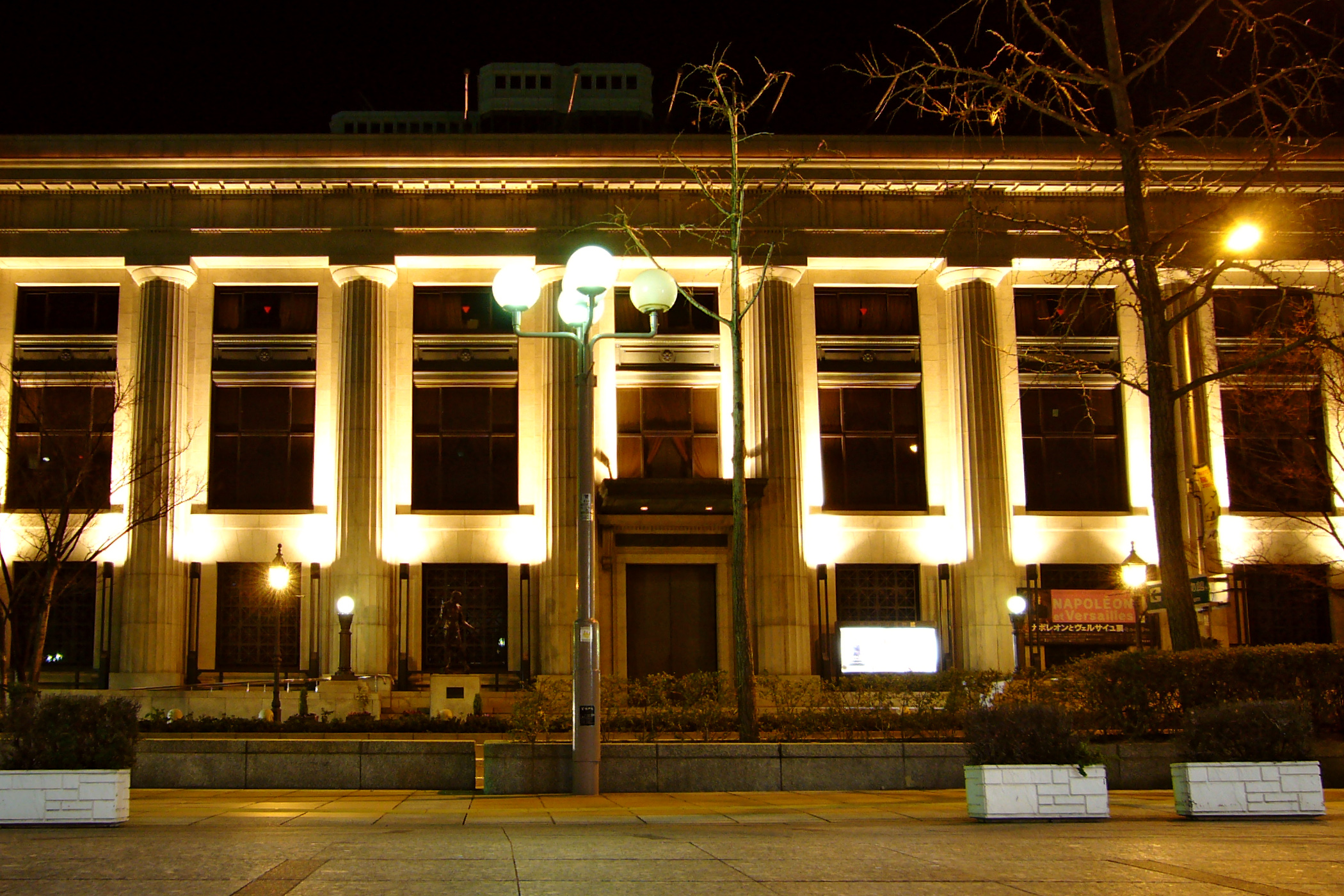
Musée municipal de Kobe.

## Universités
- Kobe Yamate University